# Juan Vicente de Güemes Pacheco y Padilla, graaf van Revilla Gigedo

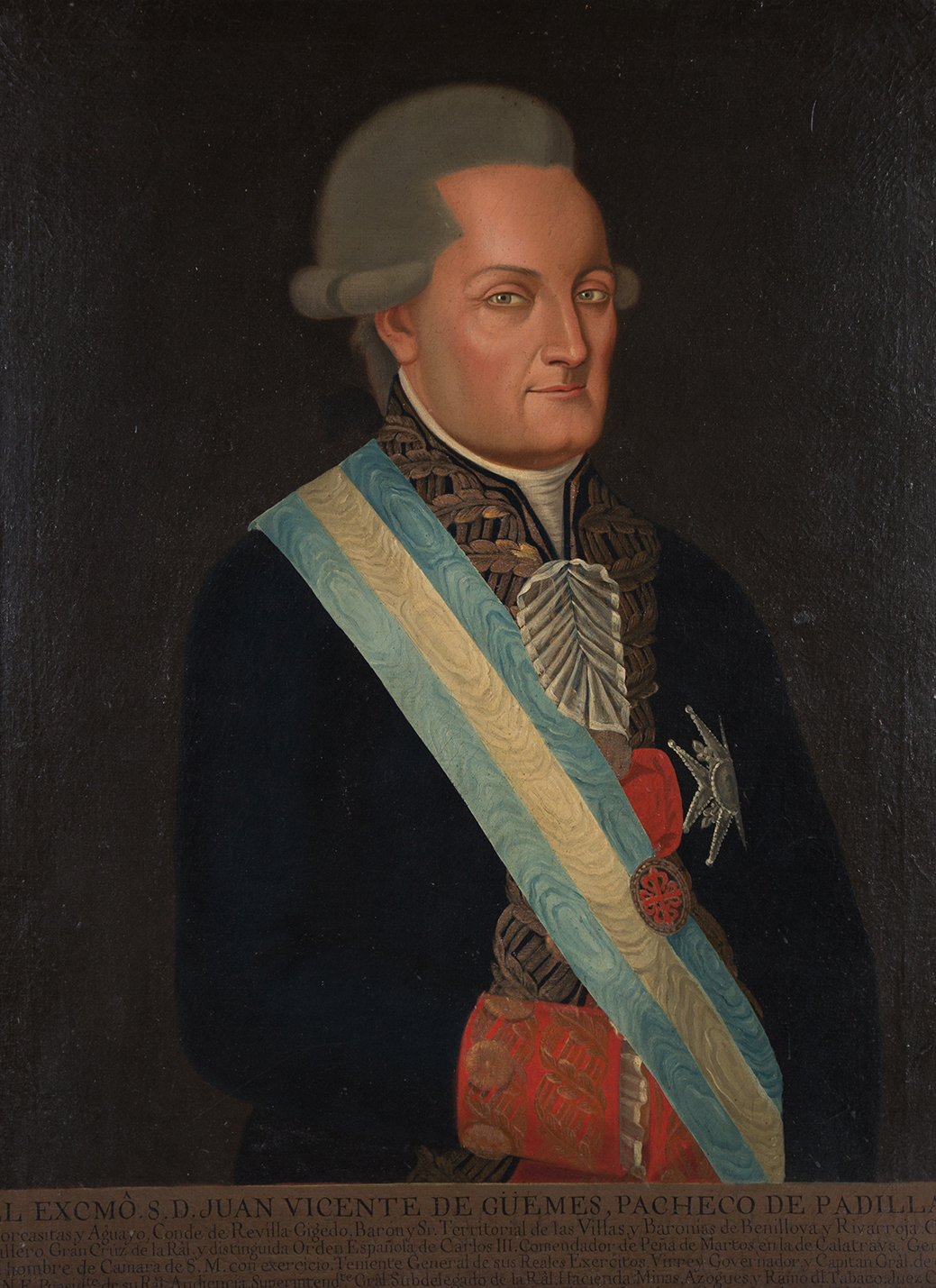
Juan Vicente de Güemes Padilla Horcasitas y Aguayo, 2e graaf van Revilla Gigedo

Juan Vicente Güemes Pacheco de Padilla, graaf van Revilla Gigedo (1738 - 1799), was vicekoning van Nieuw-Spanje van 1789 tot 1794. Hij wordt beschouwd als een van de beste bestuurders in het Spaanse koloniale rijk.
Kort na zijn aantreden werden er elf mensen uit een familie vermoord. Binnen dertien dagen had hij de daders opgespoord, berecht en gehangen. Hierdoor kreeg hij de bijnaam Verdediger der Rechtvaardigheid. Hij liet straatverlichting aanleggen waardoor de criminaliteit afnam en pakte de corruptie van overheidsfunctionarissen aan. Hij introduceerde ook bestuurlijke vernieuwing in de vorm van intendencias. Hij sliep maar 3 tot 4 uur per nacht, en stond om 1 uur 's nachts op om met zijn werk te beginnen. 
Hij zond expedities uit naar het noordwesten van Amerika maar vond het gebied economisch echter niet interessant genoeg om het voor Spanje te claimen. Wel zijn er verschillende plaatsen naar hem genoemd waaronder Revillagigedo Island voor de kust van Alaska, het Revillagigedokanaal tussen voorgenoemd eiland en de kust alsook de San Juan-eilanden voor de kust van Washington en Brits-Columbia. Ook de Revillagigedo-eilanden in de Grote Oceaan zijn naar hem genoemd.
Ondanks zijn populariteit regeerde hij maar kort. Spaans eerste minister Manuel de Godoy was het niet eens met Revilla Gigedo's hervormingen en liet hem terugroepen.
- Biblioteca Nacional de España: XX994719
- Catàleg d'autoritats de noms i títols de Catalunya: 981058618177906706
- Gemeinsame Normdatei: 1053073798
- International Standard Name Identifier: 0000 0001 1605 2946
- Library of Congress Control Number: n88119680
- Nationale Bibliotheek van Israël: 987007321546705171
- SNAC: w6794442
- Système universitaire de documentation: 182305228
- Virtual International Authority File: 21231160
- WorldCat: E39PBJyhbH4MvXpk44x7XFCG73